# Edvard Črni princ
Edvard Črni princ  (angleško Black Prince), najstarejši sin angleškega kralja Edvarda III., valižanski princ in vojskovodja, * 1330, † 1376. 
Edvard I. Črni princ je v stoletni vojni Angležem izbojeval veliko pomembnih zmag, med drugimi v bitki pri Crecyju, kjer je odločil bitko z nenadnim napadom na francosko vojsko in bitki pri Poitiersu, kjer je zajel francoskega kralja
Ivana II. Dobrega. Njegov sin je postal angleški kralj Rihard II.